# Im Heung-soon
Det här är en artikel om en person med koreanskt personnamn; Im är familjenamnet.
Im Heung-soon, född 1969, är en sydkoreansk filmare och videokonstnär.
Im Heung-soon utbildade sig i målning.
På Venedigbiennalen 2015 fick han silverlejon för bästa yngre konstnär med motiveringen: "för ett rörande videoverk (Factory Complex), som visar den utsatta situationen i asiatiska kvinnor i deras fabriksarbetsförhållanden. Factory Complex är en dokumentär, men med ett direkt, lätt arrangerat, möte med personerna och deras arbetsföhållanden."

## Verk i urval
- Basement My Love, 2001
- It's not a Dream, 2011
- Jeju Prayer, 2012
- Factory Complex, 2014
- Reincarnation,  2015